# Штайненбронн
Штайненбронн (нім. Steinenbronn) — громада в Німеччині, знаходиться в землі Баден-Вюртемберг. Підпорядковується адміністративному округу Штутгарт. Входить до складу району Беблінген.
Площа — 9,72 км2. Населення становить 6428 ос. (станом на 31 грудня 2020).